# Onzième circonscription des Français établis hors de France
La onzième circonscription des Français établis hors de France est l'une des onze circonscriptions législatives des Français établis hors de France. Créée en 2010 à la faveur d'un redécoupage, elle comprend quarante-neuf pays d'Europe orientale (7 pays), d'Asie (28) et d'Océanie (14), pour une population de 151 583 Français inscrits sur les registres consulaires au 1er janvier 2019, dont 92 914 inscrits sur la liste électorale consulaire au 26 mai 2019.

## Étendue territoriale
La onzième circonscription des Français établis hors de France recouvre les pays suivants (entre parenthèses, les Français inscrits au registre mondial au 31 décembre 2018) :
| Asie - Afghanistan (136) - Bangladesh (245) - Birmanie (844) - Brunei (112) - Cambodge (5 021) - Chine (29 391) - Corée du Sud (3 053) - Inde (8 924) - Indonésie (4 241) - Iran (1 167) - Japon (10 251) - Kazakhstan (393) - Kirghizistan - Laos (2 070) - Malaisie (3 218) | - - Maldives - Mongolie (99) - Népal (207) - Ouzbékistan (135) - Pakistan (541) - Philippines (3 173) - Singapour (14 400) - Sri Lanka (686) - Tadjikistan (23) - Taïwan (2 233) - Thaïlande (13 321) - Timor oriental - Turkménistan (96) - Viêt Nam (7 789) | Europe de l'Est - Arménie (560) - Azerbaïdjan (205) - Biélorussie (198) - Géorgie (421) - Moldavie (76) - Russie (5 022) - Ukraine (878) | Océanie - Australie (24 834) - Fidji (211) - Kiribati - Îles Marshall - États fédérés de Micronésie - Nauru - Nouvelle-Zélande (5 410) - Palaos - Papouasie-Nouvelle-Guinée (80) - Îles Salomon - Samoa - Tonga - Tuvalu - Vanuatu (1 919) |

## Députés
| Législature | Début de mandat | Fin de mandat | Député élu      |  | Parti politique | Observations | Suppléant        |
| ----------- | --------------- | ------------- | --------------- |  | --------------- | ------------ | ---------------- |
| XIVe        | 20 juin 2012    | 20 juin 2017  | Thierry Mariani |  | UMP             |              | Catya Martin     |
| XVe         | 21 juin 2017    | 21 juin 2022  | Anne Genetet    |  | LREM            |              | Charly Strasbach |
| XVIe        | 22 juin 2022    | 10 juin 2024  | Anne Genetet    |  | LREM            |              | Guillaume Mallet |

## Résultats électoraux

### Élections législatives

#### Élections législatives de 2012

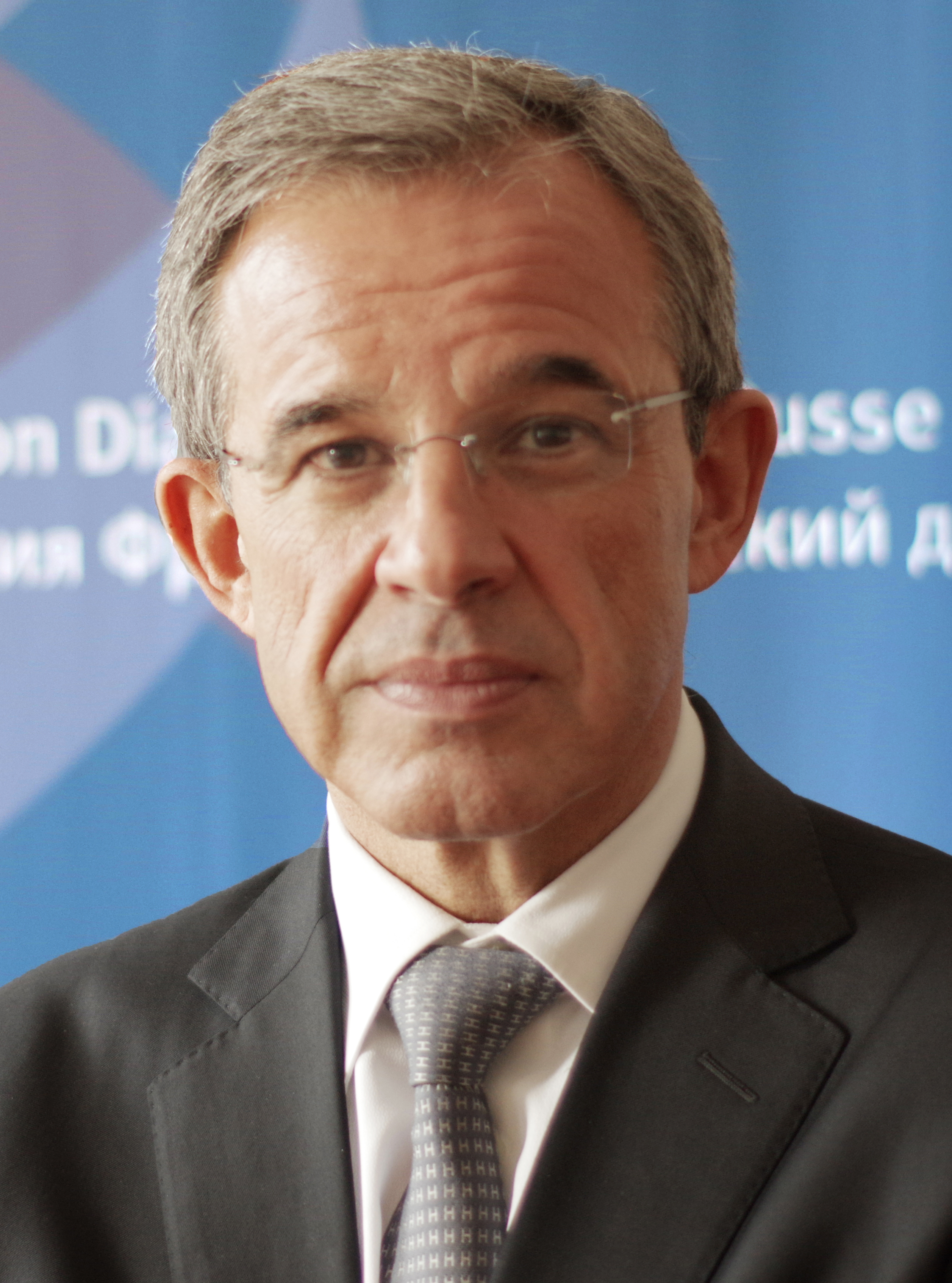
Thierry Mariani, député de la circonscription de sa création à 2017.

Au premier tour, dix-neuf candidats se disputent la circonscription nouvellement créée.
Le 17 juin 2012, Thierry Mariani (UMP) est élu député au second tour des élections législatives françaises de 2012 de cette circonscription des Français établis hors de France en récoltant 52,15 % des suffrages exprimés face à Marc Villard (PS).
| Candidat       | Candidat                 | Parti          | Premier tour | Premier tour | Second tour | Second tour |
| Candidat       | Candidat                 | Parti          | Voix         | %            | Voix        | %           |
| -------------- | ------------------------ | -------------- | ------------ | ------------ | ----------- | ----------- |
|                | Thierry Mariani          | UMP            | 7 114        | 32,59        | 10 390      | 52,15       |
|                | Marc Villard             | PS             | 5 819        | 26,65        | 9 532       | 47,85       |
|                | Francis Nizet            | MoDem          | 2 010        | 9,21         |             |             |
|                | Janick Magne             | EELV           | 1 539        | 7,05         |             |             |
|                | Sébastien Breteau        | DVD            | 1 070        | 4,90         |             |             |
|                | Aude Bouveron            | FN             | 963          | 4,41         |             |             |
|                | Paul Dumont              | ARES-PRV       | 645          | 2,95         |             |             |
|                | Thibault Danjou          | DVD-PLD        | 520          | 2,38         |             |             |
|                | Ludovic Chaker           | DVG            | 435          | 1,99         |             |             |
|                | Claude Ballouhey         | FG             | 403          | 1,85         |             |             |
|                | Lisbeth Graille          | PRG-GE         | 266          | 1,22         |             |             |
|                | Antoine Bergeot          | DVD            | 238          | 1,09         |             |             |
|                | Alavandane Ramakichenane | SE             | 221          | 1,01         |             |             |
|                | Romain Arcizet           | PIC            | 217          | 0,99         |             |             |
|                | Aurélien Lesluye         | IDD            | 135          | 0,62         |             |             |
|                | Cécile Desmas            | S&P            | 79           | 0,36         |             |             |
|                | Jean-Loup Fayolle        |                | 78           | 0,36         |             |             |
|                | Olivier Toison           | DVD            | 38           | 0,17         |             |             |
|                | Alain Péria              |                | 31           | 0,14         |             |             |
|                | Idrisse Mohamed          |                | 11           | 0,05         |             |             |
|                |                          |                |              |              |             |             |
| Inscrits       | Inscrits                 | Inscrits       | 79 171       | 100,00       | 78 893      | 100,00      |
| Abstentions    | Abstentions              | Abstentions    | 57 054       | 72,06        | 58 324      | 73,93       |
| Votants        | Votants                  | Votants        | 22 117       | 27,94        | 20 569      | 26,07       |
| Blancs et nuls | Blancs et nuls           | Blancs et nuls | 285          | 1,29         | 647         | 3,15        |
| Exprimés       | Exprimés                 | Exprimés       | 21 832       | 98,71        | 19 922      | 96,85       |

#### Élections législatives de 2017

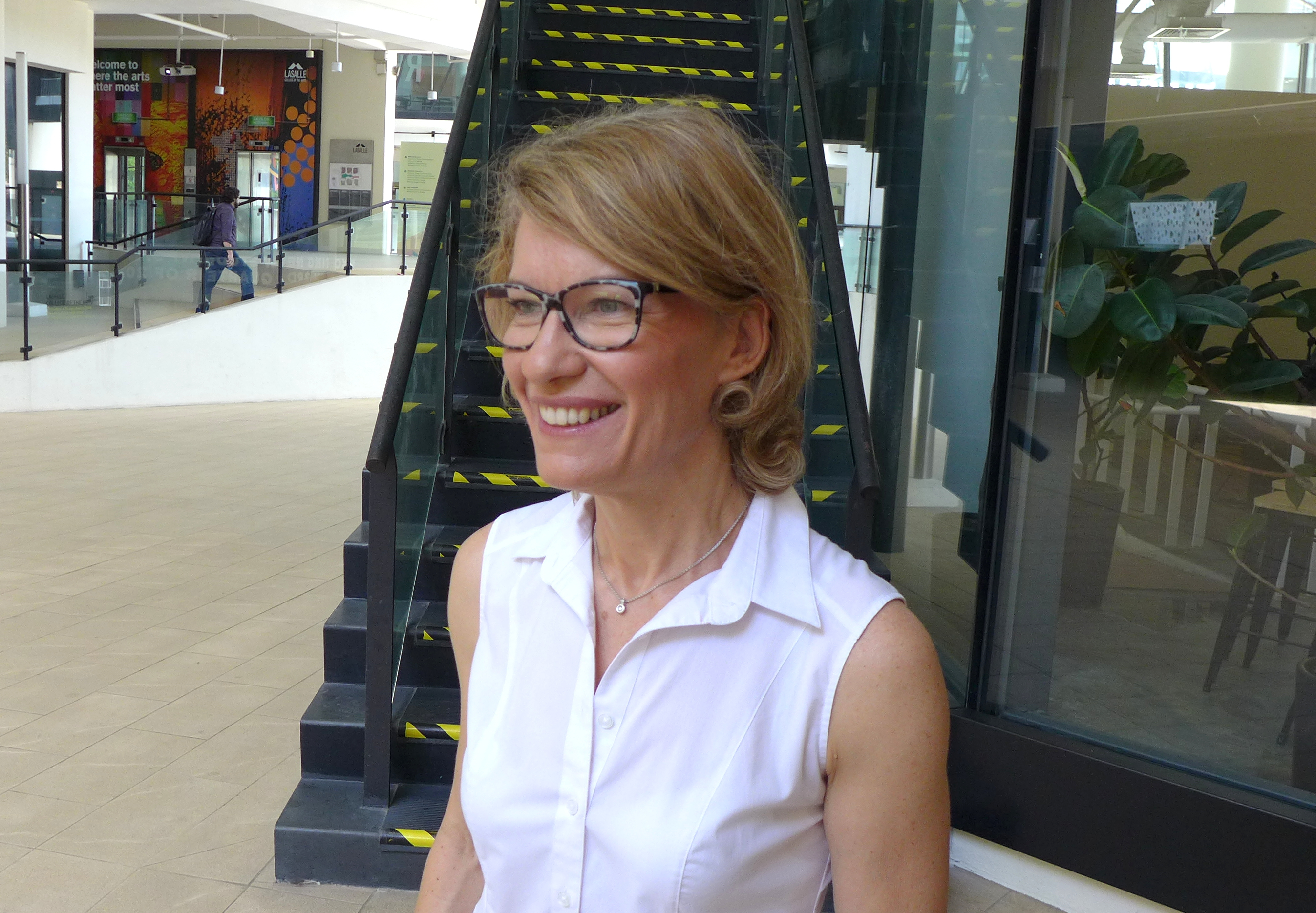
Anne Genetet, élue députée en 2017.

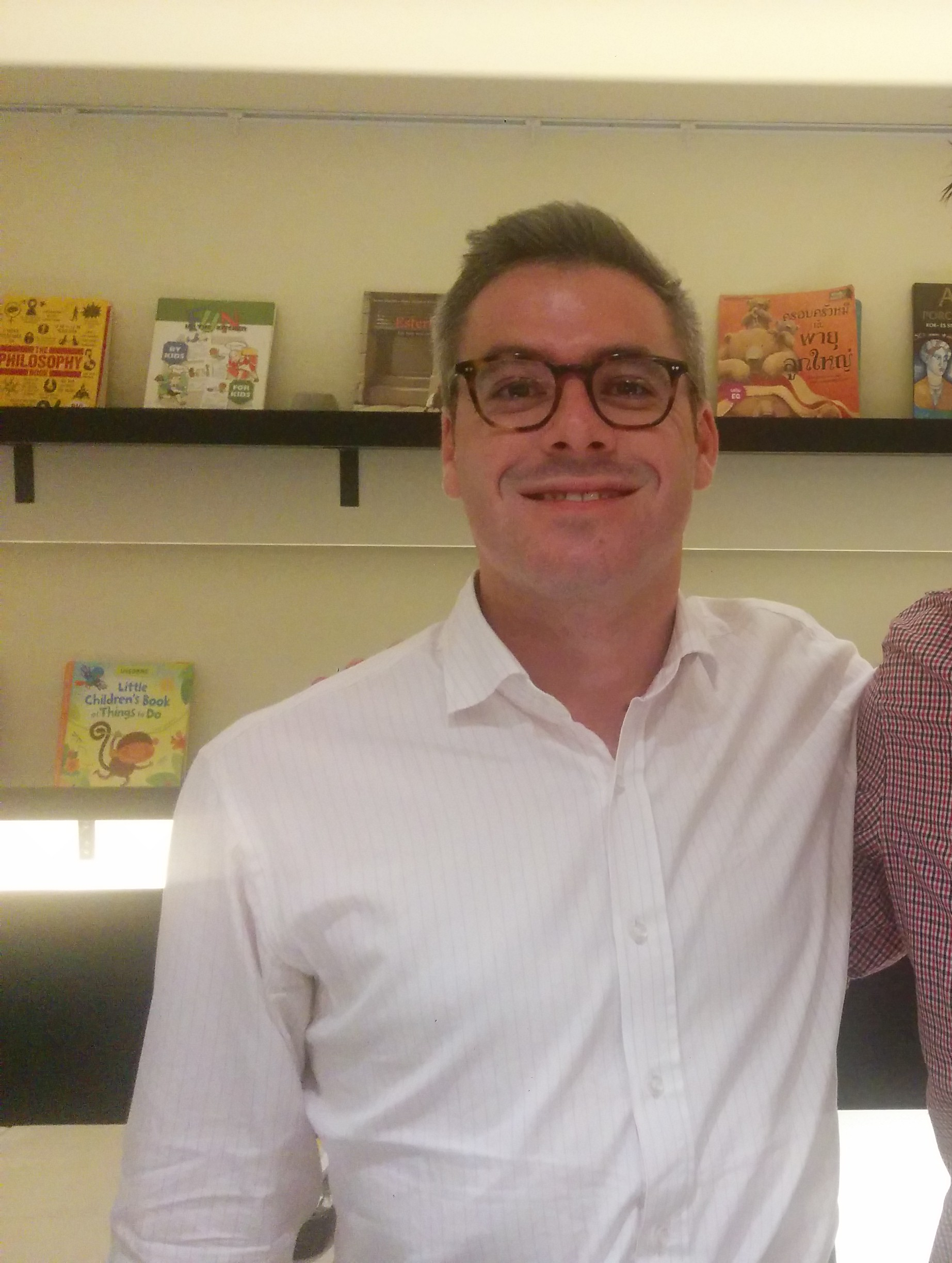
Florian Bohême, le candidat socialiste.

Le 18 juin 2017, Anne Genetet (REM) est élue députée au second tour des élections législatives françaises de 2017 de cette circonscription des Français établis hors de France en récoltant 71,72 % des suffrages exprimés face au député sortant Thierry Mariani (LR).
|                                                                                                 |                                                                 |                          |                          |                          |                          |
|                                                                                                 |                                                                 | Premier tour 4 juin 2017 | Premier tour 4 juin 2017 | Second tour 18 juin 2017 | Second tour 18 juin 2017 |
|                                                                                                 |                                                                 |                          |                          |                          |                          |
|                                                                                                 |                                                                 | Nombre                   | % des inscrits           | Nombre                   | % des inscrits           |
| Inscrits                                                                                        | Inscrits                                                        | 92 766                   | 100,00                   | 92 761                   | 100,00                   |
| Abstentions                                                                                     | Abstentions                                                     | 67 141                   | 72,38                    | 71 741                   | 77,34                    |
| Votants                                                                                         | Votants                                                         | 25 625                   | 27,62                    | 21 020                   | 22,66                    |
|                                                                                                 |                                                                 |                          | % des votants            |                          | % des votants            |
| Bulletins blancs                                                                                | Bulletins blancs                                                | 93                       | 0,36                     | 717                      | 3,41                     |
| Bulletins nuls                                                                                  | Bulletins nuls                                                  | 152                      | 0,59                     | 230                      | 1,09                     |
| Suffrages exprimés                                                                              | Suffrages exprimés                                              | 25 380                   | 99,04                    | 20 073                   | 95,49                    |
|                                                                                                 |                                                                 |                          |                          |                          |                          |
| Candidat Étiquette politique (partis et alliances)                                              | Candidat Étiquette politique (partis et alliances)              | Voix                     | % des exprimés           | Voix                     | % des exprimés           |
|                                                                                                 |                                                                 |                          |                          |                          |                          |
|                                                                                                 | Anne Genetet La République en marche                            | 13 732                   | 54,11                    | 14 397                   | 71,72                    |
|                                                                                                 | Thierry Mariani (député sortant) Les Républicains               | 4 766                    | 18,78                    | 5 676                    | 28,28                    |
|                                                                                                 | Florian Bohême Parti socialiste                                 | 1 810                    | 7,13                     |                          |                          |
|                                                                                                 | Dimitri Sawosik La France insoumise                             | 1 651                    | 6,51                     |                          |                          |
|                                                                                                 | Francis Nizet Divers droite                                     | 1 495                    | 5,89                     |                          |                          |
|                                                                                                 | Sébastien Cochard Front national                                | 733                      | 2,89                     |                          |                          |
|                                                                                                 | Rong Trinh Divers (Union populaire républicaine)                | 336                      | 1,32                     |                          |                          |
|                                                                                                 | Jennifer Aguiar Divers (Parti pirate)                           | 192                      | 0,76                     |                          |                          |
|                                                                                                 | Nicole Finas-Fillon Divers (#MaVoix)                            | 158                      | 0,62                     |                          |                          |
|                                                                                                 | Robert Gachon Divers                                            | 123                      | 0,48                     |                          |                          |
|                                                                                                 | Dominique Vidal Parti communiste français                       | 110                      | 0,43                     |                          |                          |
|                                                                                                 | Roland Gobert Extrême droite (Front des patriotes républicains) | 108                      | 0,43                     |                          |                          |
|                                                                                                 | Frédéric Nesenshon Divers droite                                | 92                       | 0,36                     |                          |                          |
|                                                                                                 | Myriem Alnet Divers (Citoyens.Solutions)                        | 74                       | 0,29                     |                          |                          |
| Source : Ministère de l'Intérieur - Onzième circonscription des Français établis hors de France |                                                                 |                          |                          |                          |                          |

#### Élections législatives de 2022
| Résultats des élections législatives des 12 et 19 juin 2022 de la 11e circonscription des Français de l'Étranger |                          |                          |                          |              |              |             |             |
| Candidat | Candidat                 | Parti et coalition       | Nuance                   | Premier tour | Premier tour | Second tour | Second tour |
| Candidat | Candidat                 | Parti et coalition       | Nuance                   | Voix         | %            | Voix        | %           |
| | Anne Genetet             | LREM (ENS)               | ENS                      | 10 539       | 38,14        | 16 537      | 61,73       |
| | Dominique Vidal          | PCF (NUPES)              | NUP                      | 6 849        | 24,79        | 10 523      | 38,27       |
| | Marc Guyon               | REC                      | REC                      | 2 786        | 10,08        |             |             |
| | Pascal Gentil            | ASFE                     | DVC                      | 2 626        | 9,50         |             |             |
| | Christine Vial-Kayser    | UCE (ÉMP)                | ECO                      | 1 849        | 6,69         |             |             |
| | Catya Martin             | LR (UDC)                 | LR                       | 1 760        | 6,37         |             |             |
| | Olivier Burlotte         | RN                       | RN                       | 742          | 2,69         |             |             |
| | Tamila Tapayeva          | LP (UPF)                 | DSV                      | 481          | 1,74         |             |             |
| Votes valides | Votes valides            | Votes valides            | Votes valides            | 27 632       | 98,64        | 26 790      | 93,64       |
| Votes blancs | Votes blancs             | Votes blancs             | Votes blancs             | 324          | 1,16         | 1 718       | 6,01        |
| Votes nuls | Votes nuls               | Votes nuls               | Votes nuls               | 57           | 0,20         | 101         | 0,35        |
| Total | Total                    | Total                    | Total                    | 28 013       | 100          | 28 609      | 100         |
| Abstention | Abstention               | Abstention               | Abstention               | 70 840       | 71,66        | 70 238      | 71,06       |
| Inscrits / participation                                                                                         | Inscrits / participation | Inscrits / participation | Inscrits / participation | 98 853       | 28,34        | 98 847      | 28,94       |

#### Élections législatives de 2024
| Candidat                 | Candidat                 | Parti et coalition       | Nuance                   | Premier tour | Premier tour | Second tour | Second tour |
| Candidat                 | Candidat                 | Parti et coalition       | Nuance                   | Voix         | %            | Voix        | %           |
| ------------------------ | ------------------------ | ------------------------ | ------------------------ | ------------ | ------------ | ----------- | ----------- |
|                          | Anne Genetet             | RE (ENS)                 | ENS                      | 16 770       | 39,94        | 21 468      | 57,04       |
|                          | Franck Pajot             | PS (NFP)                 | UG                       | 12 502       | 29,78        | 16 172      | 42,96       |
|                          | Pierre Brochet           | RN                       | RN                       | 6 424        | 15,30        |             |             |
|                          | Marc Guyon               | UDD                      | EXD                      | 1 495        | 3,56         |             |             |
|                          | François Asselineau      | UPR                      | DSV                      | 1 376        | 3,28         |             |             |
|                          | Tatiana Boteva-Malo      | EEE                      | ECO                      | 949          | 2,26         |             |             |
|                          | Anne-France Larquemin    | REC                      | REC                      | 719          | 1,71         |             |             |
|                          | Jordan Cruciani          | RPFE                     | ECO                      | 574          | 1,37         |             |             |
|                          | Françoise Arthur         | FÉ                       | REG                      | 507          | 1,21         |             |             |
|                          | Élise Phonrath           | DLF                      | DSV                      | 244          | 0,58         |             |             |
|                          | Jacques Cheminade        | S&P                      | DIV                      | 224          | 0,53         |             |             |
|                          | Nelly Violette           | DNM                      | DIV                      | 148          | 0,35         |             |             |
|                          | Victor Maurel            | SE                       | DIV                      | 30           | 0,07         |             |             |
|                          | Nathalie Martin          | SE                       | DVG                      | 14           | 0,03         |             |             |
|                          | Olivier Machet           | RD                       | DIV                      | 10           | 0,02         |             |             |
|                          |                          |                          |                          |              |              |             |             |
| Votes valides            | Votes valides            | Votes valides            | Votes valides            | 41 986       | 98,34        | 37 640      | 91,34       |
| Votes blancs             | Votes blancs             | Votes blancs             | Votes blancs             | 618          | 1,10         | 3334        | 8,09        |
| Votes nuls               | Votes nuls               | Votes nuls               | Votes nuls               | 91           | 0,21         | 233         | 0,51        |
| Total                    | Total                    | Total                    | Total                    | 42 695       | 100          | 41 207      | 100         |
| Abstention               | Abstention               | Abstention               | Abstention               | 61 924       | 59,19        | 63 394      | 60,61       |
| Inscrits / participation | Inscrits / participation | Inscrits / participation | Inscrits / participation | 104 619      | 40,81        | 104 601     | 39,39       |

### Élections présidentielles

#### Élection présidentielle de 2007
Résultats du second tour : 
- Nicolas Sarkozy : 16 569 (61,82 %)
- Ségolène Royal : 10 232 (38,18 %)

#### Élection présidentielle de 2012
Résultats du second tour : 
- François Hollande : 16 376 (42,45 %)
- Nicolas Sarkozy : 22 199 (57,55 %)

#### Élection présidentielle de 2017
Résultats du second tour : 
- Emmanuel Macron : 40 910 (87,51 %)
- Marine Le Pen : 5 837 (12,49 %)

#### Élection présidentielle de 2022
Résultats du second tour :
- Emmanuel Macron : 31 137 (81,12 %)
- Marine Le Pen : 7 246 (18,88 %)